# Robert Hördemann
Robert Rudolf Jakob Hördemann (* 14. März 1900 in Kassel; † 22. Mai 1991 in Hofgeismar) war ein deutscher Mediziner. Er wurde 1937 Reichsarzt der Hitlerjugend und war einer der führenden Theoretiker und Propagandisten nationalsozialistischer Jugendgesundheitspolitik.

## Leben
Nachdem Hördemann, der Sohn eines Gärtners, im Mai 1917 sein Abitur abgelegt hatte, absolvierte er 1917/18 Vaterländischen Hilfsdienst und nahm von Juni bis August 1918 als Musketier am Ersten Weltkrieg teil. Von 1918 bis 1923 studierte er Medizin an der Philipps-Universität Marburg, der Albert-Ludwigs-Universität Freiburg und der Georg-August-Universität Göttingen. Seit 1919 gehörte er der Marburger Burschenschaft Germania an. 1920 schloss er sich dem Zeitfreiwilligenverband Studentenkorps Marburg (StukoMa) unter Bogislav von Selchow an, das zur Niederschlagung von Aufständen in Thüringen eingesetzt wurde. Nach seiner Promotion im November 1925 und seiner im selben Jahr erfolgten Approbation, ließ er sich im Oktober 1926 als Allgemeinmediziner in Kassel nieder, wo er ab 1930 auch als Betriebsarzt der Henschel-Werke und nach der nationalsozialistischen „Machtergreifung“ als Gerichtsarzt beim Oberversicherungsamt sowie von 1934 bis 1937 als Beisitzer beim Erbgesundheitsgericht Kassel tätig war.
Hördemann trat zum 1. Mai 1933 der NSDAP bei (Mitgliedsnummer 1.847.571) und gehörte von Mai bis August 1933 auch der SA an. Im August 1933 wurde er Mitglied der HJ und Gebietsarzt im HJ-Gebiet Kurhessen sowie Mitglied im Rassenpolitischen Amt der NSDAP. Ab 1935/36 war er im Rang eines Bannführers im Gesundheitsamt der Reichsjugendführung tätig. Er wurde 1937 zum Reichsarzt der HJ ernannt und von August 1938 bis 1940 schließlich zum Obergebietsführer befördert. Er war Mitglied im NSD-Ärztebund und 1942 in der Reichsärztekammer München.
Im Mai 1940 ging Hördemann zur Waffen-SS (Mitgliedsnummer 367.367) und gehörte bis September 1942 der Leibstandarte SS Adolf Hitler an. Im Juni 1940 erhielt er den Rang eines SS-Hauptsturmführers. Er nahm am Überfall auf die Sowjetunion teil und wurde im Juli 1941 in Dobra (Ukraine) schwer verwundet. Im November 1941 zum SS-Sturmbannführer befördert, kam er im Februar 1942 in eine SS-Genesungskompanie auf dem Obersalzberg und wurde im selben Jahr zum Auslandsdienst unter anderem nach Frankreich, England, Italien, Island, Norwegen, Finnland und Schweden sowie von März 1942 bis Oktober 1943 als Angehöriger der SS-Sanitäts-Ersatz-Bataillon Oranienburg zur Reichsärztekammer Berlin abkommandiert. Im November 1942 wurde er zum SS-Obersturmbannführer und im April 1943 zum SS-Standartenführer befördert.
Im Oktober 1943 wurde Hördemann aus der Waffen-SS entlassen. Er trat zur Wehrmacht über und wurde als Oberstarzt des Heeres zum Militärbefehlshaber in Belgien und Nordfrankreich versetzt. Von seinem Amt als Reichsarzt und Chef des Amtes für Gesundheitsführung der Reichsjugendführung entlastete man ihn erst im November 1943.
Hördemann zog 1953 von Dissen nach Kassel und lebte ab 1988 im Altersheim „Gesundbrunnen“ in Hofgeismar.

## Wirken
In seiner Funktion als Reichsarzt der HJ trug Hördemann maßgeblich dazu bei, dem Jugendarzt und der Jugendmedizin ein neues Bild und einen neuen Stellenwert zu geben. Nach seiner Vorstellung war der Jugendarzt als Gesundheitsführer dem HJ-Einheitenführer ebenbürtig. Insofern Hördemann die Aufgabe der „Gesundheitsführung der Jugend“ darin sah, dass „die junge Generation männlichen Geschlechts […] dem Musterungsarzt des Arbeitsdienstes kräftig und flink, zäh und hart zu treuen Händen übergeben“ werden sollte, ordnete er den Jugendarzt ins System der totalen Erziehung ein. Das von Hördemann geleitete Gesundheitsamt der RJF umfasste 1939 drei Hauptabteilungen mit 36 Referaten. Als Reichsarzt der HJ fungierte Hördemann auch als beratender Arzt des Reichsgesundheitsführers im Hauptamt für Volksgesundheit und regte 1939 die Gründung einer „Zentralstelle“ zur Erforschung jugendmedizinischer Fragen an. Die HJ-Gesundheitsorganisation war zunächst vor allem mit der Organisation von Reihenuntersuchungen und der medizinischen Betreuung von Jugendlichen in HJ-Lagern befasst. Die darin einbezogenen Ärzte waren auch angewiesen, „erbkranke“ und „minderwertige“ Jugendliche zu melden. Hördemann erläuterte 1939 in einem Vortrag vor Kinder- und Jugendmedizinern unmittelbar vor Kriegsbeginn:

„Wir haben kein Interesse daran, Jugendliche in unsere Gemeinschaft aufzunehmen, die körperliche Fehler haben. Wir haben weiter kein Interesse daran, daß der Prozentsatz derer, die untauglich bzw. bedingt tauglich sind, sehr groß ist, da sie ja, wenn sie neben unserer Gemeinschaft aufwachsen, eines Tages zu Rebellen gegen unsere Lebensordnung werden und darüber hinaus niemals voll ihre Leistung für die Gemeinschaft des Volkes gegen können.“

## Schriften
- Ein Fall von Teratom der Schilddrüsengegend. Univ., Diss. [1926]--Göttingen, 1925. In: Frankfurter Zeitschrift f. Pathol. ; Bd. 32. 1925.
- und Gerhard Joppich (Hrsg.): Die Gesundheitsführung der Jugend. Lehmanns, München 1939.
- und Eberhard Kitzing (Hrsg.): Erziehung zur Gesundheit. Ein Handbuch für Jugenderzieher u. Eltern. Reichsgesundheitsverl., Berlin 1941.